# Elecciones federales extraordinarias de México de 1872
Las elecciones federales extraordinarias de México de 1872 se llevaron a cabo en dos jornadas, las elecciones primarias el 13 de octubre de 1872 y las elecciones secundarias el 28 de octubre de 1872, en ellas se eligieron los siguientes cargos de elección popular:
- Presidente de México. Jefe de Estado y de Gobierno, electo por un período de 4 años, con posibilidad de reelección inmediata, para cubrir el periodo 1872-1876 y del que tomaría posesión el 1 de diciembre de 1872. El candidato electo fue Sebastián Lerdo de Tejada (quien se desempeñaba como presidente interino desde el 18 de julio de 1872 a causa de la muerte del presidente Benito Juárez).

## Presidente
|  | 92.32 % |

|  | 5.86 % |

|  | 1.32 % |

|  | 0.50 % |

|  | 100.00 % |